# بونيفاي
بونيفاي (بالإنجليزية: Bonifay)‏ هي مدينة أمريكية تقع في ولاية فلوريدا. تبلغ مساحة هذه المدينة 9.4 (كم²)،ويبلغ عدد سكانها 4078 نسمة حسب إحصاء سنة 2010 م 4078.تشير إحصاءات سنة 2000م بأن الكثافة السكانية في هذه المدينة تقدر بـ(433.8) نسمة/كم2 

## أعلام
- كريس ووكر
- جيري جي. ملفين